# 1-й австрийский партизанский батальон
1-й австрийский народно-освободительный батальон (серб. Први аустријски народноослободилачки батаљон) — воинское формирование Народно-освободительной армии Югославии, состоявшее из австрийских солдат, попавших в плен к югославам.

## История
Батальон образован 24 ноября 1944 на территории Словении в области Суха-Краина (Доленьска). Подчинялся изначально непосредственно Главному штабу НОАЮ в Словении, а с середины января 1945 года состоял в 5-й словенской ударной бригаде имени Ивана Цанкара. Батальоном командовал Леопольд Штанцель, политруком был Роман Фюксель (оба воевали в годы Гражданской войны в Испании на стороне Второй Испанской Республики).
Батальон боролся против формирований вермахта и коллаборационистов на территории Югославии в Суха-Краине. Отличился на линии Лашче-Примож, близ Села и Врха в марте 1945 года и у Подграда во второй половине апреля 1945 года. Расформирован в начале мая 1945 года, на момент расформирования находился в Любляне.